# AirPort
Pour les articles homonymes, voir Airport.

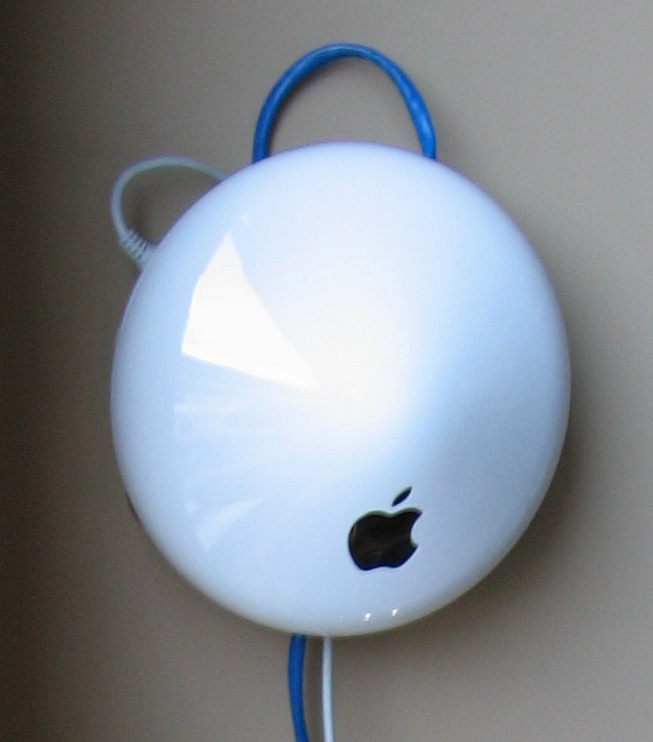
Première borne AirPort Extreme.

AirPort est le nom donné à une série de produits du fabricant informatique Apple basés sur le protocole Wi-Fi (802.11b puis 802.11g, 802.11n et 802.11ac). Ces produits comprennent plusieurs routeurs dotés d'un système réseau local sans fil (WLAN) ainsi que des cartes sans fil fonctionnant dans les ordinateurs de la marque. Le nom AirPort Extreme est apparu initialement pour distinguer une nouvelle génération de produits ajoutant le protocole 802.11g au 802.11b présent sur les premiers modèles. Par la suite ce nom est maintenu malgré le passage à des protocoles plus rapides (802.11n en 2007 puis 802.11ac en 2013). En 2011, Apple supprime les références au nom AirPort dans son système d'exploitation (Mac OS X 10.7 Lion) pour le remplacer par le terme Wi-Fi. Le 26 avril 2018, un porte-parole d'Apple déclare à Engadget que le développement et la production des produits de la gamme a cessé, et que leur vente continuera jusqu'à épuisement des stocks déjà disponibles. Un support logiciel devrait cependant continuer d'être assuré.
Au Japon, AirPort est connu sous le nom d'AirMac à cause d'un conflit de marque déposée.

## Présentation
AirPort est introduit le 21 juillet 1999 à New York, lors de la Macworld, par Steve Jobs en naviguant sans fil sur le web avec un iBook à la main sur scène.
L'offre initiale consistait en une carte d'extension optionnelle à insérer dans un iBook (présenté le même jour) et fonctionnant de pair avec une borne AirPort raccordée à Internet. La carte AirPort a par la suite été proposée en option avec quasiment tous les nouveaux produits de la gamme Apple, incluant les eMac, iMac, PowerBook et Power Mac, qui disposaient tous d'un emplacement dédié. Seuls les Xserve n'ont jamais bénéficié de ces cartes. Le système AirPort original permettait un débit de transfert de 11 Mbit/s et était généralement utilisé pour partager sans fil un accès à Internet et des fichiers entre de multiples ordinateurs.
Le 7 janvier 2003, Apple présente AirPort Extreme, basé sur le protocole 802.11g, offrant une vitesse de 54 Mbit/s et une compatibilité complète avec les protocoles plus anciens. Cependant les cartes optionnelles AirPort et AirPort Extreme ne sont pas physiquement compatibles : une carte AirPort Extreme ne peut pas être installée dans un Mac plus ancien et une carte AirPort ne peut pas être installée dans un nouveau Mac. La carte AirPort originale a été retirée de la vente en juin 2004. Par la suite plusieurs ordinateurs Apple, incluant les MacBook, MacBook Pro, Mac mini, Mac Pro et iMac, ont été commercialisés avec une carte AirPort Extreme de série.
Le 7 juin 2004, la borne AirPort Express est dévoilée.
Le 9 janvier 2007, Apple annonce une nouvelle borne AirPort Extreme 802.11n inaugurant un nouveau design proche de celui du Mac mini.
Le 15 janvier 2008, Apple présente AirPort Time Capsule (connu au départ sous le seul nom Time Capsule), borne dotée d'un disque dur.
En juin 2012 une nouvelle borne AirPort Express est commercialisée, avec un design calqué sur celui de la seconde Apple TV.
Le 10 juin 2013, un troisième design de borne AirPort Extreme est dévoilé, proposant du Wi-Fi 802.11ac.

## Bornes AirPort
La borne AirPort est utilisée pour créer un réseau sans fil pour les ordinateurs compatibles Airport pour les relier à Internet, entre eux, et/ou d'autres périphériques.

### AirPort

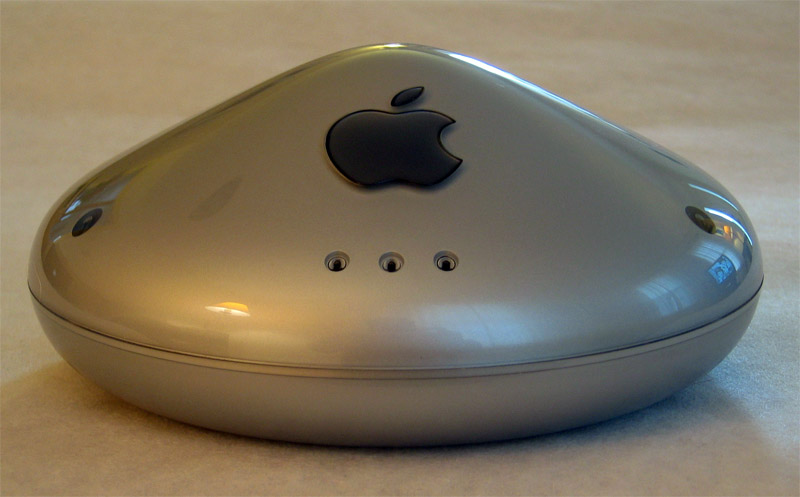
Borne AirPort graphite.

La borne AirPort originale (connue sous le nom graphite) inclut un modem 56K et un port Ethernet à la norme 10BASE-T. Elle a été présentée le 21 juillet 1999. La borne ne gère que la protection WEP sur 64 bits, mais un changement de carte interne permet d'ajouter la prise en charge du WEP 128 bits avec des outils tierces. De plus, une société allemande a proposé une mise à jour du modem interne pour le remplacer par un modem RNIS. Cette génération de borne intègre une carte PCMCIA Wi-Fi de marque Lucent en interne.
Une seconde génération (connue sous le nom Dual Ethernet ou Snow) a été annoncée le 13 novembre 2001. Comme son nom l'évoque, elle propose un second port Ethernet, permettant de partager la connexion Internet avec à la fois des clients sans fil (comme la première génération) et filaires, via un câble Ethernet. Cette génération de borne intègre une carte AirPort 802.11b en interne.

### Airport Extreme 11g

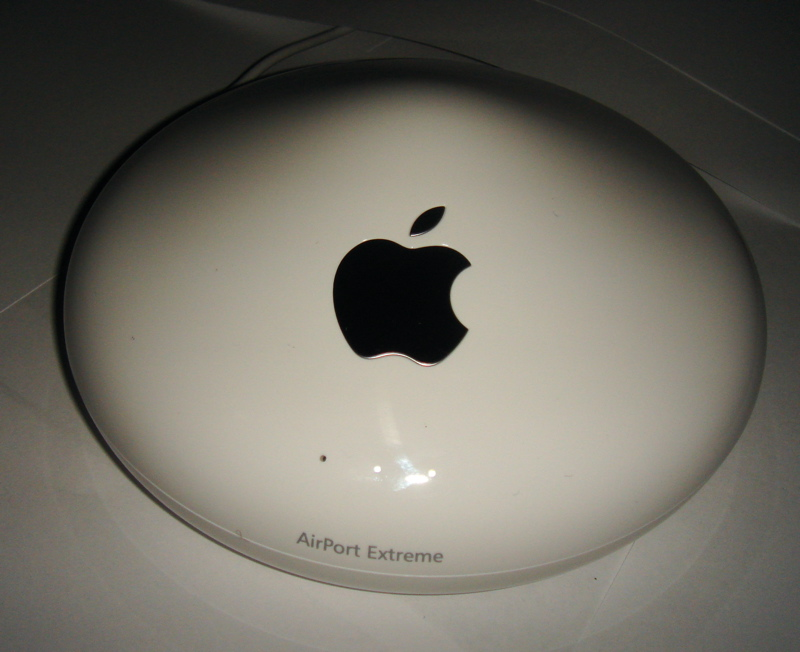
Borne AirPort Extreme de première génération.

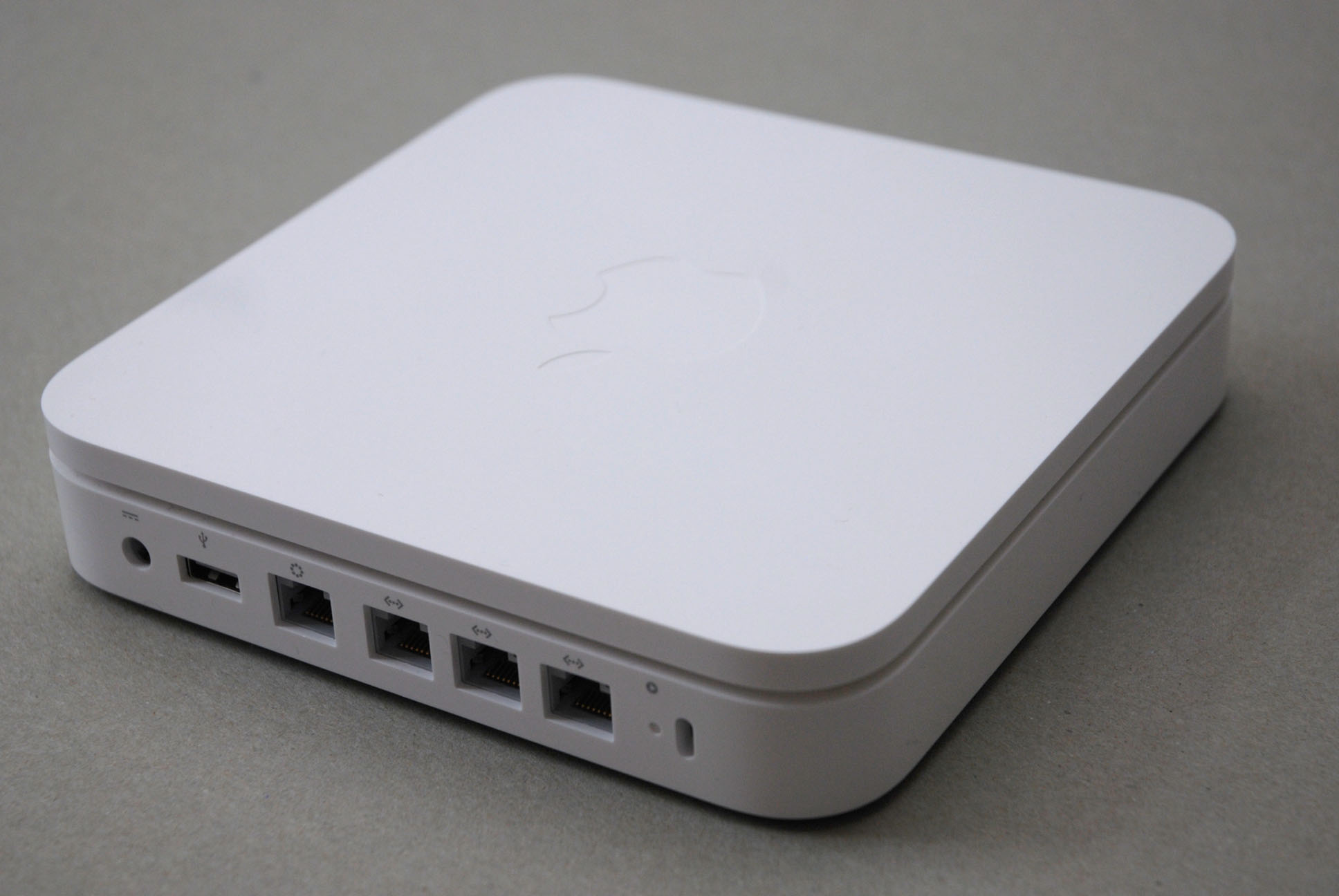
Borne Airport Extreme de seconde génération.

La borne AirPort Extreme, lancée en 2003, est compatible avec la norme 802,11 g, qui lui permet d'atteindre 54 mégabits/s. Cette version intègre deux prises Ethernet 100 mégabits/s et un port USB qui permet de partager une imprimante sur le réseau local. Deux variantes existent, la première propose en plus un modem 56K et un connecteur pour un antenne externe dans un format propriétaire alors que la seconde propose le même connecteur d'antenne ainsi que la possibilité d'être alimentée par Ethernet, grâce à sa compatibilité PoE (Power over Ethernet). Toutes les bornes 802,11 g intègrent une carte AirPort Extreme pour prendre en charge le Wi-Fi.

### AirPort Express

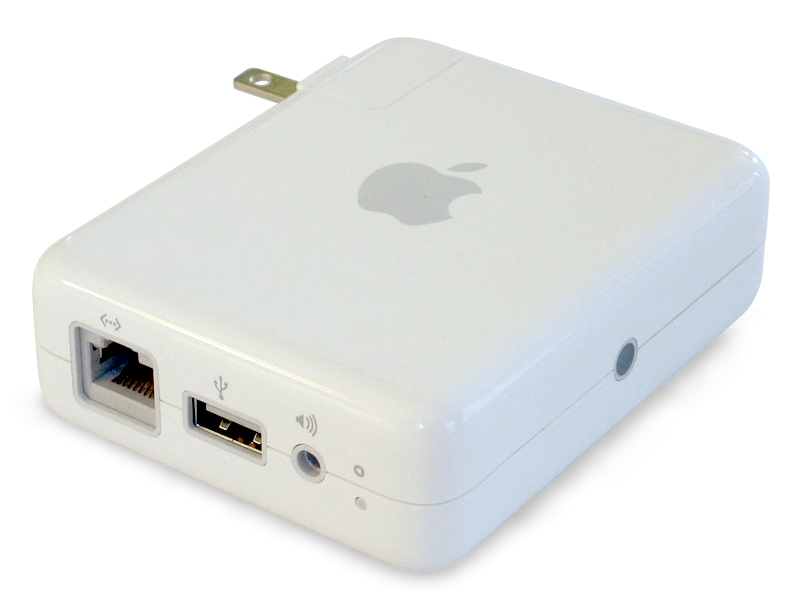
Première borne AirPort Express.

AirPort Express est une borne Airport Extreme simplifiée et compacte permettant de connecter jusqu'à dix utilisateurs, et disposant d'un nouveau dispositif appelé « AirTunes » (technologie renommée plus tard en AirPlay) permettant de diffuser la musique d'iTunes vers des haut-parleurs reliés à la borne. La borne AirPort Express n'a pas remplacé la borne AirPort Extreme. Elle a été présentée par Apple le 7 juin 2004 et possède une sortie audio analogue/optique mini-jack, un port USB pour l'impression à distance, et un port Ethernet.
En mai 2008, Apple a mis à jour la borne pour lui ajouter le support de la norme 802.11n, plus rapide.
Depuis l'été 2009 la borne AirPort Express a un nouvel étage de sortie.
Depuis l'été 2011, la borne AirPort Express a évolué. Les composants de sortie sont sur une même couche. Apple a optimisé les liaisons.
Sorties audio : mini Toslink (optique) combiné à un jack 3,5 mm analogique (détection automatique lorsqu'un connecteur est inséré).
| AirPort Express | Modèle | Standard Wi-Fi      | Wireless-to-Ethernet Bridge mode |
| --------------- | ------ | ------------------- | -------------------------------- |
| M9470LL/A       | A108x  | 802.11b/g           | Non                              |
| MB321LL/A       | A126x  | 802.11a/b/g/Draft N | Oui                              |

## Cartes AirPort
La carte AirPort est une carte sans fil Apple utilisée pour connecter un ordinateur Apple à un réseau sans fil, comme celui fourni par une borne AirPort.

### Carte AirPort 802.11b
La carte AirPort de première génération (type 802.11b) permet une connexion sans fil pour les Macintosh plus anciens. Elle permet d'aller sur internet sans fil (en Wi-Fi), elle est compatible avec une borne AirPort d'Apple et quel que soit le type de borne Wi-Fi : Livebox, Freebox, Neufbox, etc. Elle permet à des Macintosh de fonctionner avec d'autres types de réseaux (modems-routeurs qui ne sont pas fabriqués par Apple).
La carte fonctionne à partir de Mac OS 9.0.4 et toutes versions de Mac OS X (10.0 à 10.4.8), elle est reconnue directement par l'ordinateur Macintosh. Installation uniquement sur les ordinateurs compatibles. Elle est donc utilisables entre autres, avec tous les iBook G3, les PowerBook G3 Pismo et G4 Titanium de 400 à 1 GHz, les PowerMac G4 (sauf le premier modèle doté d'une carte graphique PCI et les modèles sortis en 2003) et Cube, les iMac G3 mange-disque (avec adaptateur), les iMac G4 les eMac 700 MHz et 800 MHz (1re version). Le modèle iMac G3 Indigo 350 MHz est le seul modèle d'iMac G3 doté d'un lecteur mange-disque qui ne prend pas en charge la technologie sans fil.
La carte utilise une interface PCMCIA modifiée par Apple pour la rendre incompatible avec un connecteur classique. Les premières versions de la carte sont uniquement compatibles avec la protection WEP 64 bits mais une mise à jour permet d'activer la prise en charge du WEP 128 bits.

### Carte Airport Extreme 802.11g
La carte AirPort de seconde génération (type 802.11g) est lancée en 2003 avec les PowerBook G4 12 pouces et 17 pouces. Cette carte utilise une interface PCI en interne mais dans un format propriétaire, utilisé seulement dans les ordinateurs d'Apple.
La carte peut être installée dans les PowerBook G4 12 pouces, 15 pouces (aluminium) et 17 pouces. Elle est aussi compatible avec les Power Mac G4 sortis en 2003, les Power Mac G5, les iMac G4 sortis après 2003, les iMac G5, les Mac mini G4 et les eMac à partir de la seconde génération. Les dernières générations de Power Mac G5, de Mac mini G4 et de PowerBook G4 intègrent une nouvelle version de la carte qui possède un contrôleur Bluetooth 2.0 en plus du Wi-Fi. Apple utilise aussi la carte directement dans ses bornes AirPort Extreme. Les premières générations de Mac Intel utilisent une carte AirPort compatible 802.11g en format Mini Card (PCI-Express).
Étant donné qu'Apple utilise une puce Broadcom assez commune dans ses cartes AirPort, il est possible d'utiliser une carte PC-Card équipée de cette puce pour apporter la compatibilité AirPort Extreme à d'anciens ordinateurs.

### Carte intégrée AirPort Extreme 802.11a/b/g et /n
Avec les premiers MacBook Pro équipés d'un processeur Core 2 Duo, en 2006, Apple intègre le support de la technologie 802.11n dans ses ordinateurs. La première génération a été vendue comme étant compatible 802.11g mais un pilote payant (livré avec les bornes AirPort Extreme 802.11n) permettait d'activer le support du brouillon de la norme 802.11n. La majorité des ordinateurs d'Apple sortis après 2006 intègrent directement la prise en charge du Wi-Fi, à l'exception notable des Mac Pro, dans lesquels la technologie est optionnelle.
Apple a utilisé différents formats physiques pour ses cartes 802.11n, de cartes Mini Card (PCI-Express) classiques à des modèles dans des formats propriétaires. Plusieurs fournisseurs de puces existent, Apple se fournissant chez Broadcom mais aussi chez Atheros. Certains modèles disposent de deux antennes (300 mégabits/s) alors que d'autres intègrent trois antennes, pour un débit maximal de 450 mégabits/s.

### Carte intégrée AirPort Extreme 802.11ac
Depuis la fin de l'année 2013, Apple intègre des cartes compatibles avec la norme 802.11ac dans ses ordinateurs, pour un débit maximal de 867 mégabits/s (deux antennes) ou 1 300 mégabits/s (trois antennes).